# Casa de Este

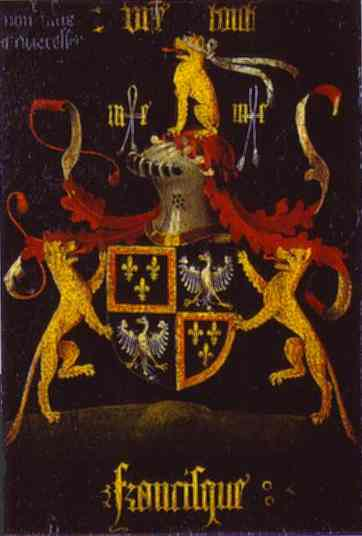
Escudo de armas de Francisco de Este. Parte posterior del Retrato de Francisco de Este por Roger van der Weyden, cerca de 1460 en el Museo Metropolitano de Arte, Nueva York.

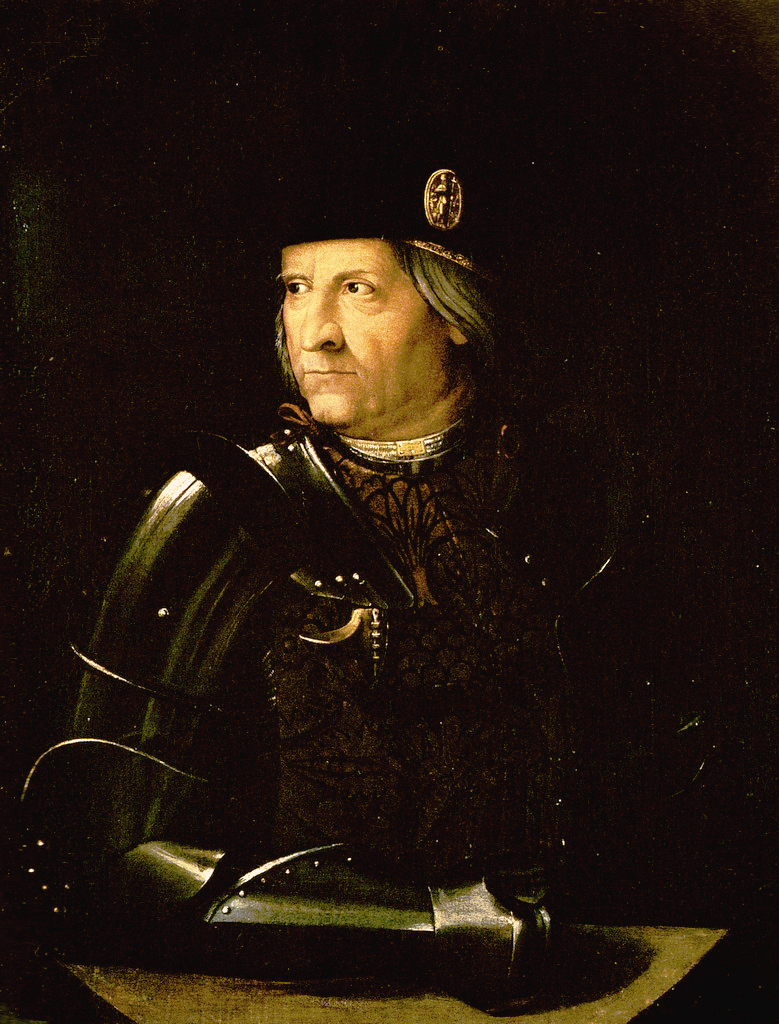
Hércules I de Este fue uno de los más importantes patrones de las artes en el Renacimiento Italiano.

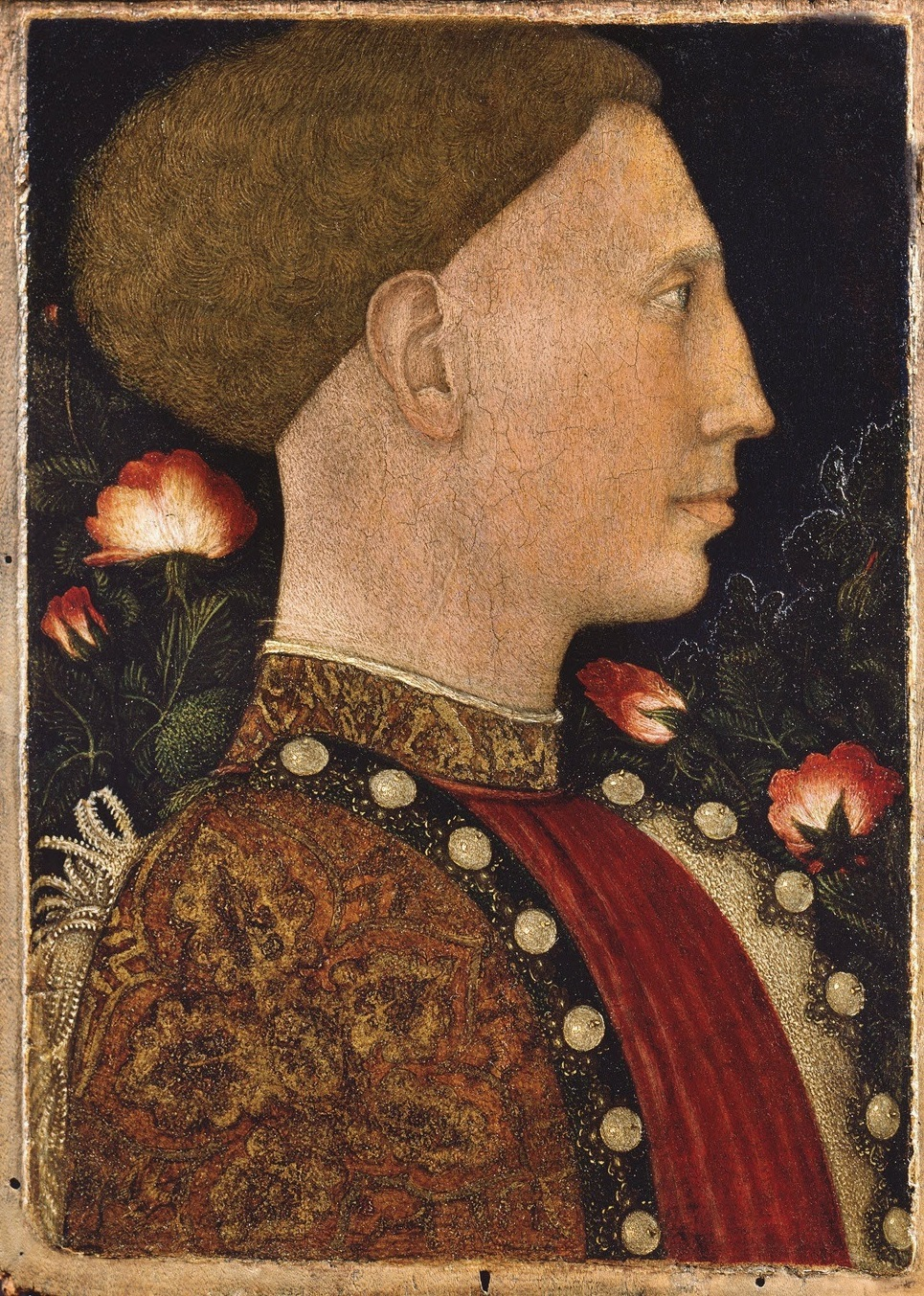
Leonelo de Este (por Pisanello).

La casa de Este (en italiano: Casa d'Este pronunciado /ˈkaza dˈeste/) fue una familia noble italiana, soberanos del ducado de Ferrara (1240-1597) y del ducado de Módena (1288-1860) e importantes mecenas de las artes durante el Renacimiento. De probable origen lombardo, tomaron su nombre de la ciudad de Este; donde se asentaron.

## Orígenes
La casa de Este es una rama cadete de la casa Obertenga. El primer miembro de la familia fue Alberto Azzo II, quien hacia 1073 construyó un castillo y estableció su residencia en Este, ciudad que da nombre a la familia. A él le siguió su hijo Fulco I de Este (muerto entre 1128-1135), Margrave de Milán, quien perdió el condado de Milán durante las guerras entre el papado y el emperador, pero adquirió los territorios personales de la condesa Matilde de Toscana, quien se había casado por motivos políticos con Güelfo II de Baviera, hijo de Güelfo I de Baviera. Matilde había legado estos territorios, que comprendían tierras en Lombardía, Emilia-Romaña y Toscana al papa. Las generaciones posteriores pasarían progresivamente a adquirir diversos territorios en el norte de Italia, frecuentemente como feudatarios papales.  

### Margraves de Este y señores de Ferrara
A partir de 1171, los descendientes de Fulco recibieron el título de Margrave de Este, y la rama italiana de la familia pasó a conocerse como la casa de Este. Obizzo I (m. 1193), el primer margrave de Este, luchó contra el emperador Federico I Barbarroja. Su sobrino Azzo d'Este VI (1170-1212) se convirtió en podestà de Mantua y Verona. Como parte de la dote de su sobrina la Marchesella, Ferrara pasó a Azzo VI d'Este. En 1242 Azzo VII Novello fue nombrado podestà vitalicio. El señorío de Ferrara fue convertido en hereditario por Obizzo II (m. 1293), que fue proclamado señor de Ferrara en 1264, señor de Módena en 1288 y señor de Reggio en 1289. Al tratarse Ferrara de un feudo papal, los Este se convirtieron en vicarios papales en 1332.

## Primera Generación
|                    |                    |                    |                    |                       |                       | Garsenda de Maine     | Garsenda de Maine     | Garsenda de Maine      | Garsenda de Maine      | Garsenda de Maine      | Garsenda de Maine      |                        |                        |                 |                 |                  |                  | Alberto Azzo II  | Alberto Azzo II  | Alberto Azzo II    | Alberto Azzo II    | Alberto Azzo II    | Alberto Azzo II    |                    |                    |  |  |  |  |
|                    |                    |                    |                    |                       |                       | Garsenda de Maine     | Garsenda de Maine     | Garsenda de Maine      | Garsenda de Maine      | Garsenda de Maine      | Garsenda de Maine      |                        |                        |                 |                 |                  |                  | Alberto Azzo II  | Alberto Azzo II  | Alberto Azzo II    | Alberto Azzo II    | Alberto Azzo II    | Alberto Azzo II    |                    |                    |  |  |  |  |
|                    |                    |                    |                    |                       |                       |                       |                       |                        |                        |                        |                        |                        |                        |                 |                 |                  |                  |                  |                  |                    |                    |                    |                    |                    |                    |  |  |  |  |
|                    |                    |                    |                    | Desconocida           | Desconocida           | Desconocida           | Desconocida           | Desconocida            | Desconocida            |                        |                        | Fulco I de Este        | Fulco I de Este        | Fulco I de Este | Fulco I de Este | Fulco I de Este  | Fulco I de Este  |                  |                  |                    |                    |                    |                    |                    |                    |  |  |  |  |
|                    |                    |                    |                    | Desconocida           | Desconocida           | Desconocida           | Desconocida           | Desconocida            | Desconocida            |                        |                        | Fulco I de Este        | Fulco I de Este        | Fulco I de Este | Fulco I de Este | Fulco I de Este  | Fulco I de Este  |                  |                  |                    |                    |                    |                    |                    |                    |  |  |  |  |
|                    |                    |                    |                    |                       |                       |                       |                       |                        |                        |                        |                        |                        |                        |                 |                 |                  |                  |                  |                  |                    |                    |                    |                    |                    |                    |  |  |  |  |
| Sofia de Lendinara | Sofia de Lendinara | Sofia de Lendinara | Sofia de Lendinara | Sofia de Lendinara    | Sofia de Lendinara    |                       |                       | Obizzo I de Este       | Obizzo I de Este       | Obizzo I de Este       | Obizzo I de Este       | Obizzo I de Este       | Obizzo I de Este       |                 |                 |                  |                  |                  |                  |                    |                    |                    |                    |                    |                    |  |  |  |  |
| Sofia de Lendinara | Sofia de Lendinara | Sofia de Lendinara | Sofia de Lendinara | Sofia de Lendinara    | Sofia de Lendinara    |                       |                       | Obizzo I de Este       | Obizzo I de Este       | Obizzo I de Este       | Obizzo I de Este       | Obizzo I de Este       | Obizzo I de Este       |                 |                 |                  |                  |                  |                  |                    |                    |                    |                    |                    |                    |  |  |  |  |
|                    |                    |                    |                    |                       |                       |                       |                       |                        |                        |                        |                        |                        |                        |                 |                 |                  |                  |                  |                  |                    |                    |                    |                    |                    |                    |  |  |  |  |
|                    |                    |                    |                    |                       |                       |                       |                       |                        |                        |                        |                        |                        |                        |                 |                 |                  |                  |                  |                  |                    |                    |                    |                    |                    |                    |  |  |  |  |
|                    |                    | Desconocida        | Desconocida        | Desconocida           | Desconocida           | Desconocida           | Desconocida           |                        |                        | Azzo V de Este         | Azzo V de Este         | Azzo V de Este         | Azzo V de Este         | Azzo V de Este  | Azzo V de Este  |                  |                  |                  |                  |                    |                    |                    |                    |                    |                    |  |  |  |  |
|                    |                    | Desconocida        | Desconocida        | Desconocida           | Desconocida           | Desconocida           | Desconocida           |                        |                        | Azzo V de Este         | Azzo V de Este         | Azzo V de Este         | Azzo V de Este         | Azzo V de Este  | Azzo V de Este  |                  |                  |                  |                  |                    |                    |                    |                    |                    |                    |  |  |  |  |
|                    |                    |                    |                    |                       |                       |                       |                       |                        |                        |                        |                        |                        |                        |                 |                 |                  |                  |                  |                  |                    |                    |                    |                    |                    |                    |  |  |  |  |
|                    |                    |                    |                    |                       |                       |                       |                       |                        |                        |                        |                        |                        |                        |                 |                 |                  |                  |                  |                  |                    |                    |                    |                    |                    |                    |  |  |  |  |
|                    |                    |                    |                    | Sofia de Aldobrandini | Sofia de Aldobrandini | Sofia de Aldobrandini | Sofia de Aldobrandini | Sofia de Aldobrandini  | Sofia de Aldobrandini  |                        |                        | Azzo VI de Este        | Azzo VI de Este        | Azzo VI de Este | Azzo VI de Este | Azzo VI de Este  | Azzo VI de Este  |                  |                  | Alice de Châtillon | Alice de Châtillon | Alice de Châtillon | Alice de Châtillon | Alice de Châtillon | Alice de Châtillon |  |  |  |  |
|                    |                    |                    |                    | Sofia de Aldobrandini | Sofia de Aldobrandini | Sofia de Aldobrandini | Sofia de Aldobrandini | Sofia de Aldobrandini  | Sofia de Aldobrandini  |                        |                        | Azzo VI de Este        | Azzo VI de Este        | Azzo VI de Este | Azzo VI de Este | Azzo VI de Este  | Azzo VI de Este  |                  |                  | Alice de Châtillon | Alice de Châtillon | Alice de Châtillon | Alice de Châtillon | Alice de Châtillon | Alice de Châtillon |  |  |  |  |
|                    |                    |                    |                    |                       |                       |                       |                       |                        |                        |                        |                        |                        |                        |                 |                 |                  |                  |                  |                  |                    |                    |                    |                    |                    |                    |  |  |  |  |
| Desconocida        | Desconocida        | Desconocida        | Desconocida        | Desconocida           | Desconocida           |                       |                       | Aldobrandino I de Este | Aldobrandino I de Este | Aldobrandino I de Este | Aldobrandino I de Este | Aldobrandino I de Este | Aldobrandino I de Este |                 |                 | Azzo VII de Este | Azzo VII de Este | Azzo VII de Este | Azzo VII de Este | Azzo VII de Este   | Azzo VII de Este   |                    |                    |                    |                    |  |  |  |  |
| Desconocida        | Desconocida        | Desconocida        | Desconocida        | Desconocida           | Desconocida           |                       |                       | Aldobrandino I de Este | Aldobrandino I de Este | Aldobrandino I de Este | Aldobrandino I de Este | Aldobrandino I de Este | Aldobrandino I de Este |                 |                 | Azzo VII de Este | Azzo VII de Este | Azzo VII de Este | Azzo VII de Este | Azzo VII de Este   | Azzo VII de Este   |                    |                    |                    |                    |  |  |  |  |

## Gobernantes de Este

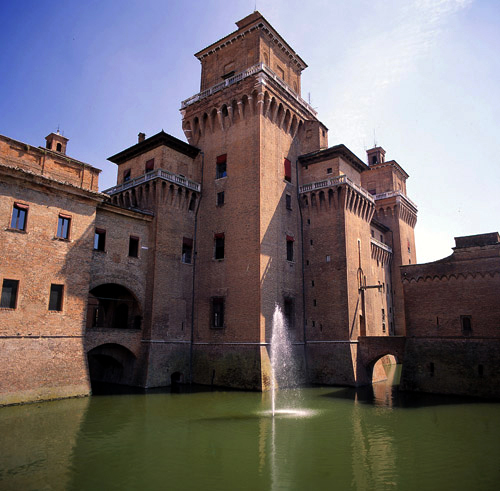
Castillo de Este, Ferrara, Italia

Ferrara se convirtió en un importante centro cultural bajo Nicoló d'Este III (1384-1441), que recibió a varios papas con gran magnificencia, especialmente a Eugenio IV. Celebró un Concilio en Ferrara en 1438, conocido posteriormente como Concilio de Florencia. Sus sucesores fueron sus hijos ilegítimos Leonelo de Este (1407-1450) y Borso de Este (1413-1471), que fue elevado a duque de Módena y Reggio por el emperador Federico III en 1452, recibiendo estos ducados como feudos imperiales. En 1471, recibió el ducado de Ferrara como feudo papal de manos del Papa Pablo II, para cuya ocasión se ejecutaron espléndidos frescos en el Palacio Schifanoia.
A Borso le sucedió un hermanastro, Hércules I de Este (1431-1505), que fue uno de los mecenas más importantes de las artes en la Italia de finales del siglo XV y principios del XVI. Ferrara se convirtió en un centro cultural reconocido especialmente por la música; Josquin des Prez trabajó para el duque Ercole, Jacob Obrecht vino a Ferrara en dos ocasiones, y Antoine Brumel actuó como músico principal desde 1505. La hija de Ercole Beatrice (1475-1497) se casó con Ludovico Sforza, duque de Milán; otra hija, Isabella (1474-1539), se casó con Francesco Gonzaga, marqués de Mantua.
Uno de los más poderosos y renombrados duques fue Alfonso de Este (1486-1534), duque de Ferrara desde 1505. Alfonso fue un ambicioso príncipe renacentista, que forjó alianzas con Francia y España en contra del Papado. Estuvo casado con Lucrecia Borgia y creó en Ferrara una espléndida corte que atrajo a famosos escritores (Ariosto), poetas y pintores (Bellini o Tiziano). Su hermana, Beatriz, casó con Ludovico Sforza, duque de Milán (1491). Entró primero en la Liga de Cambrai contra Venecia (1508), y permaneció como aliado de Luis XII de Francia incluso cuando el papa Julio II hubo firmado un acuerdo de paz con Venecia. El papa declaró perdidos los feudos de los Este e incluso excomulgó a Alfonso (1510). Módena y Reggio se perdieron. Pero no obstante, en 1526-1527, Alfonso participó en la expedición del emperador Carlos V contra el papa Clemente VII, el cual en 1530 reconoció a Alfonso como poseedor de los ducados en los que venía gobernado la familia Este.
En 1597, la línea directa de sucesión de la familia Este terminó. Aunque el último duque, Alfonso II de Este testó a favor de su primo César de Este, perteneciente a la rama Montecchio de la familia, originalmente ilegítima y sólo posteriormente legitimada, el papa Clemente VIII rehusó reconocer los derechos de César e incorporó Ferrara (feudo papal) a los Estados Pontificios. 
Aunque el emperador Rodolfo II reconoció los derechos de César sobre Módena y Reggio, la pérdida de Ferrara hizo que los Este perdieran la relevancia política de que disfrutaban hasta entonces. Los Este continuaron gobernando el ducado de Módena y Reggio hasta 1796, cuando Napoleón Bonaparte lo incorporó a la República Cisalpina, tras la firma del tratado de Campo Formio.

## Austria-Este
En 1814, como parte de las cláusulas del Tratado de Viena, el ducado fue restaurado en la persona de Francisco IV de Austria Este, hijo y heredero del archiduque Fernando Carlos de Habsburgo-Lorena, que fue yerno y sucesor legal del último duque de Este. Los Austria-Este fueron brevemente expulsados en 1831 y 1848, pero retornaron pronto. Como consecuencia de la guerra franco-piamontesa contra Austria en 1859, el duque Francisco V fue forzado a abandonar el ducado, esta vez permanentemente. En diciembre de 1859, Modena se unió a Toscana y Parma para constituir las Provincias Unidas de Italia Central, que fueron anexionadas al reino de Cerdeña en marzo de 1860, como parte del proceso de unidad italiana.
A la muerte del último duque Francisco V (1875), su considerable herencia, su apellido y sus títulos pasaron por testamento al archiduque Francisco Fernando de Austria, entonces aún no heredero del trono austrohúngaro, con la condición, entre otras, de que la casa de Austria-Este se mantuviera permanentemente separada de la casa madre de Habsburgo-Lorena, preservando en el nombre la gloriosa memoria de los antepasados Este.
En ejecución de esta disposición testamentaria, cuando, tras el asesinato de Francisco Fernando, su heredero legal se convirtió en emperador de Austria y Hungría con el nombre de Carlos I, la herencia Austria-Este fue tratada como una especie de secundogenitura y asignada a su segundo hijo infante, Roberto, cuyos descendientes han mantenido vivo el apellido.

## Escudos de la familia

Escudo de Armas de Este en 1431
Escudo de Armas de Este en 1452
Escudo de Armas de Este en 1471
Escudo de Armas de Este en 1472
Escudo de Armas de Este en 1535
Escudo de Armas de Este en 1727
Escudo de Armas de Austria-Este

## Enlaces externos

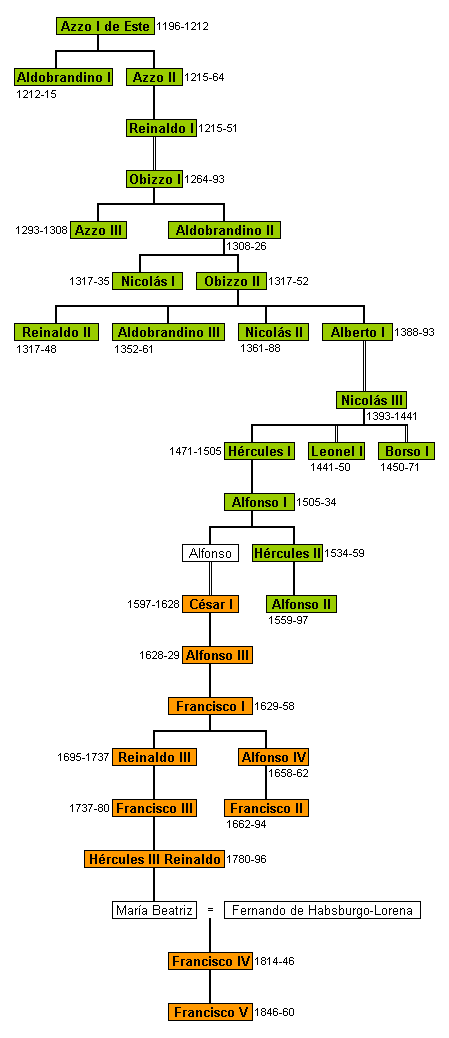
Árbol genealógico de la casa de Este y de Austria-Este. En verde, marqueses y luego duques de Ferrara y Módena. En naranja, duques de Módena.

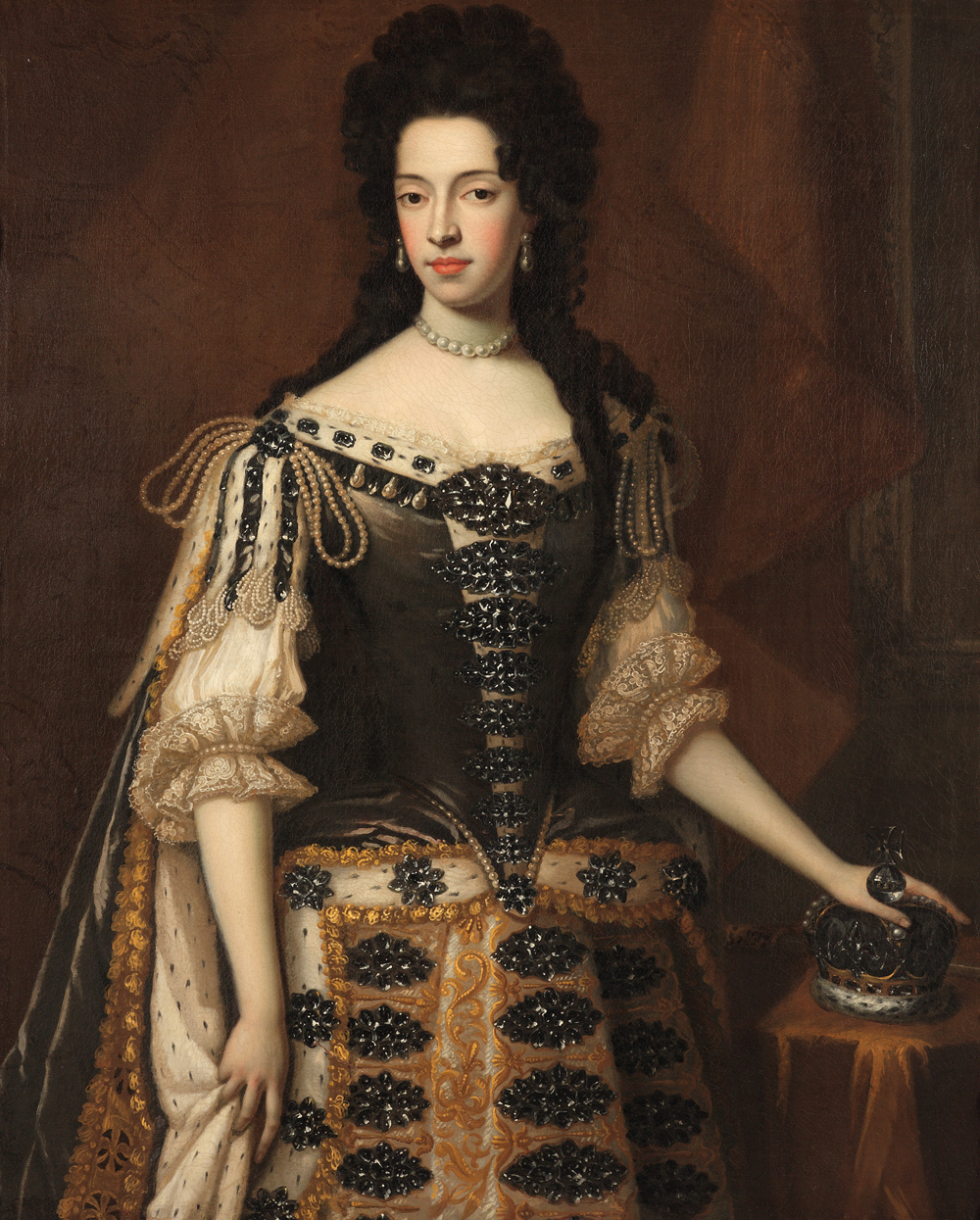
María de Este, reina consorte de Inglaterra, Escocia y Irlanda (1685-1688).

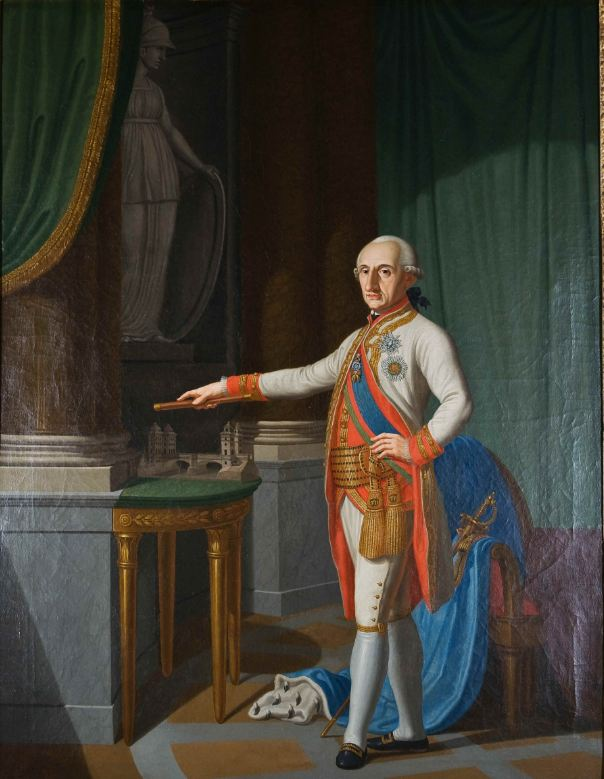
Hércules III fue el último Este duque de Módena y Reggio.